# Маслянське сільське поселення
Масля́нське сільське поселення (рос. Маслянское сельское поселение) — муніципальне утворення у складі Сладковського району Тюменської області, Росія.
Адміністративний центр — селище Маслянський.

## Історія
3 листопада 1923 року була утворена Новомаслянська сільська рада. 11 грудня 1958 року Новомаслянська сільрада перейменована в Маслянську.
2004 року Маслянська сільська рада перетворена в Маслянське сільське поселення, до його складу приєднано село Травне Рождественської сільради.

## Населення
Населення — 1344 особи (2020; 1430 у 2018, 1749 у 2010, 2098 у 2002).

## Склад
До складу поселення входять такі населені пункти:
| Населений пункт      | Населення, осіб (2002) | Населення, осіб (2010) |
| -------------------- | ---------------------- | ---------------------- |
| №42, селище          | 14                     | 10                     |
| Вистріл, присілок    | 126                    | 64                     |
| Вознесенка, присілок | 55                     | 25                     |
| Маслянський, селище  | 1725                   | 1489                   |
| Станичне, село       | 44                     | 41                     |
| Травне, село         | 47                     | 44                     |
| Хантіновка, присілок | 87                     | 76                     |